# Левобережненское сельское поселение
Левобережненское се́льское поселе́ние — муниципальное образование в Наурском районе Чечни Российской Федерации.
Административный центр — село Левобережное.

## История
Статус и границы сельского поселения установлены Законом Чеченской Республики от 14 июля 2008 года № 47-РЗ «Об образовании муниципального образования Наурский район и муниципальных образований, входящих в его состав, установлении их границ и наделении их соответствующим статусом муниципального района и сельского поселения».

## Население
| 2010  | 2012  | 2013  | 2014  | 2015  | 2016  | 2017  |
| ----- | ----- | ----- | ----- | ----- | ----- | ----- |
| 3149  | ↗3222 | ↗3291 | ↗3356 | ↗3426 | ↗3493 | ↗3519 |
| 2018  | 2019  | 2020  | 2021  | 2023  | 2024  |       |
| ↗3536 | ↗3585 | ↗3612 | ↘3490 | ↗3556 | ↗3616 |       |

## Состав сельского поселения
| № | Населённый пункт | Тип населённого пункта       | Население |
| - | ---------------- | ---------------------------- | --------- |
| 1 | Левобережное     | село, административный центр | ↘2353     |
| 2 | Юбилейное        | село                         | ↗796      |